# Devereaux Mytton
Devereaux Reginald Mytton (Melbourne, 28 de octubre de 1924-Gold Coast, 9 de mayo de 1989) fue un deportista australiano que compitió en vela en la clase 5.5 Metre. Participó en los Juegos Olímpicos de Melbourne 1956, obteniendo una medalla de bronce en la clase 5.5 Metre.

## Palmarés internacional
| Juegos Olímpicos | Juegos Olímpicos      | Juegos Olímpicos  | Juegos Olímpicos |
| Año              | Lugar                 | Medalla           | Clase            |
| ---------------- | --------------------- | ----------------- | ---------------- |
| 1956             | Melbourne (Australia) | Medalla de bronce | 5.5 Metre        |